# L'infant salvatge
L'infant salvatge (títol original en francès: L'Enfant sauvage) és una pel·lícula dirigida per François Truffaut el 1970.
La història de la pel·lícula transcorre l'any 1800 a França i es basa en la vida del nen-llop Victor von Aveyron, tal com és batejat pel doctor Jean Itard. L'Enfant sauvage va ser filmat seguint un estil propi de documental, en blanc i negre, i és considerat com una de les obres clau del cineasta francès. Truffaut, que interpreta el paper de Dr. Itard, aborda dos dels seus temes fonamentals al llarg de la seva carrera cinematogràfica: la infància i l'educació. La pel·lícula, filmada amb un modest pressupost, va assolir un inesperat ressò tant a França com als EUA i va recaptar una nombrosa sèrie de premis. La temàtica de la pel·lícula va encaixar molt bé amb l'esperit de l'època, marcada per la turbulenta situació política i les protestes protestes estudiantils, i va fer guanyar a Truffaut la reputació de “director pedagògic”.
El 2003, a Alemanya, la pel·lícula va ser integrada al cànon de l'Agència Federal per l'Educació Cívica (Bundeszentrale für politische Bildung), amb l'objectiu de ser presa com a material pedagògic per ser projectat i discutit a les escoles.

## Argument
Un dia de l'estiu de 1798 un noi despullat entorn dels 12 anys és trobat a un bosc del districte rural d'Aveyron, al sud de França. El nen, que es comporta com un animal salvatge i que és incapaç de parlar o comprendre res, sembla que ha crescut en solitari al bosc, aïllat de tot indici de civilització.
L'infant és conduït a París i inicialment internat en un centre per a sord-muts fins que el professor Jean Marc Gaspard Itard l'observa i es convenç que el noi no és ni sord-mut ni tampoc endarrerit sinó que el seu comportament és només fruit de l'entorn salvatge en el qual el noi ha crescut, essent de la ferma convicció que el jove pot ser educat.
El professor Itard decideix adoptar el noi, al qual anomena Victor, i el trasllada a la seva mansió als afores de París on, amb paciència i amb l'ajuda de la minyona, el nen salvatge és progressivament socialitzat i adquireix fins i tot nocions rudimentàries del llenguatge.
Entre els estrets marges que separen la crueltat pròpia de la civilitzada vida de París, per una banda, i les lleis salvatges de la natura, per l'altra; Víctor troba en les finestres de la casa un cert equilibri que marcarà la transició entre el món interior i civilitzat i la natura exterior i salvatge. Això no obstant, les seves habilitats per esdevenir un ésser social van en detriment de la seva capacitat per continuar vivint lliure i en estat salvatge.

## L'infant
Al seu estudi Els gitanos catalans de França (Pagès Editors, 2016), Eugeni Casanova documenta el fet que el protagonista infantil de la pel·lícula, el nen Jean-Pierre Cargol, era un gitano català de Montpeller, fill d'Hyppolyte Baliardo i, per tant, nebot de Manitas de Plata. Truffaut havia estat cercant infructuosament en acadèmies de ball franceses l'infant prim i fibrat que volia per a la seva pel·lícula. En no trobar-ne cap, pensà en els gitanos i el 1969 se n'anà a l'aplec de les Santes Maries de la Mar, on finalment descobrí i contractà Cargol -Rei de nom gitano-, aleshores d'onze anys.

## Premis i nominacions
- Premis
  - Premi National Board of Review: Millor director, François Truffaut; Millor pel·lícula de parla estrangera, França; 1971.
  - Premi National Society of Film Critics, EUA: Millor fotografia, Néstor Almendros; 1971.
  - Premi Méliès del Syndicat français de la critique de cinéma: Millor pel·lícula, François Truffaut; 1971.
- Nominacions
  - Premis Laurel, 3a plaça (Motion Picture Exhibitor magazine): Golden Laurel, Millor pel·lícula estrangera; 1971.